# Муравьёв-Карский, Николай Николаевич
Никола́й Никола́евич Муравьёв-Ка́рский (1794—1866) — русский военный деятель, генерал от инфантерии (6 декабря 1853), дипломат и путешественник из рода Муравьёвых. Кавказский наместник (29.11.1854—22.07.1856). За взятие Карса во время Крымской войны получил 4 декабря 1855 года почётное прозвище «Карсский» (в советских и современных публикациях чаще встречается написание «Карский»). Член Государственного Совета (1856-1859).

## Начало деятельности
Родился 14 (25) июля 1794 года в Санкт-Петербурге. Его родители: генерал-майор Николай Николаевич (1768—1840) и Анна Михайловна (урождённая Мордвинова; 1769—1809); его братья и сестра: Александр (1792—1863, декабрист, Нижегородский губернатор), Михаил (1796—1866, Виленский генерал-губернатор), Софья (1804—1819), Андрей (1806—1874, камергер, духовный писатель), Сергей (1809—1874).
Военную службу начал 9 февраля 1811 года колонновожатым в Свите Его Императорского Величества по квартирмейстерской части. Отличные его познания в математике обратили на себя внимание князя П. М. Волконского, который по производстве Муравьёва в прапорщики (13 апреля 1811 года) командировал его в качестве экзаменатора в Корпус инженеров путей сообщения, а затем поручил ему преподавание геометрии в математических классах при чертёжной канцелярии Свиты Его Величества. За этот же год он был смотрителем вновь открытого Училища колонновожатых, а также заведующим библиотекой и временами исполнял обязанности адъютанта князя Волконского. До начала Отечественной войны Муравьёв увлекался масонством и совместно с Муравьёвым-Апостолом, Перовским и другими лицами выработал устав особого общества, члены которого через пять лет должны были основать на Сахалине коммунистическую республику. Война с Наполеоном положила навсегда предел этим мечтам.

## Против Наполеона
С марта 1812 года Муравьёв состоял при Главной квартире под начальством генерал-квартирмейстера С. А. Мухина, при начале войны был назначен в корпус великого князя Константина Павловича, а при отъезде цесаревича из армии и расформировании его штаба — в главную квартиру под начальство генерала Толя и принял участие в Бородинской битве (за отличие получил 10 сентября орден Св. Анны 3-й степени).
По очищении французами Москвы Муравьёв поступил в отряд генерала Милорадовича, и, состоя при нём до конца кампании, принимал участие во многих славных делах Отечественной войны, среди которых выделяются сражения при Тарутино и Вязьме. С особенным успехом Муравьёв выполнил поручение по постройке моста через Березину, когда для ободрения пионеров сам таскал и вязал верёвками брёвна.
Болезнь вынудила Муравьёва покинуть армию, когда она была в Вильне; вернулся он к ней лишь в апреле 1813 года. В Заграничном походе Муравьёв принял участие во многих делах: при Лютцене, Бауцене, Дрездене, Кульме (за отличие 15 сентября 1813 года удостоен ордена Св. Владимира 4-й степени с бантом и 26 сентября произведён в подпоручики), Лейпциге (за отличие 4 октября 1813 года произведён в поручики), при Фер-Шампенуазе (за отличие награждён 28 мая 1814 года орденом Св. Анны 2-й степени) и наконец был при взятии Парижа, состоя в этот период при генерал-майоре Куруте.
Затем Муравьёв был назначен обер-квартирмейстером при гвардейской кавалерийской дивизии, а по возвращении в Россию переведён в Гвардейский генеральный штаб.

## На Кавказе
Произведённый 7 марта 1816 года в штабс-капитаны Муравьёв 29 июля того же года был прикомандирован к командиру Отдельного Грузинского корпуса А. П. Ермолову и был послан для осмотра российско-персидской границы. 30 августа 1816 года произведён в капитаны. В 1817 году он отправился в составе чрезвычайного посольства в Персию, а по окончании миссии остался на Кавказе и через три года совершил труднейшую экспедицию к восточным берегам Каспийского моря и в Хиву.
Согласно мемуарам С. П. Трубецкого, Муравьёв был членом тайного общества декабристов (вероятнее всего, Союза благоденствия). К следствию не привлекался и наказания не понёс.

### Путешествие в Хиву
В 1819 году было принято решение снарядить экспедицию из Баку к восточному берегу Каспийского моря, среди задач экспедиции было: составление географического описания берегов, разведка полезных ископаемых, изучение возможных путей в Индию и положение начала торговых и дипломатических отношений с туркменами, в видах было также предпринять попытку проникновения в Хиву. Главой экспедиции был назначен Елизаветпольский окружной начальник майор Пономарёв, капитан Муравьёв был придан ему как офицер Генерального штаба. Для экспедиции было назначено два судна: корвет «Казань» и шкоут «Св. Поликарп». 24 июля 1819 года экспедиция отправилась в путь и 28-го прибыла к туркменским берегам. В течение полутора месяцев обследовалось побережье, Муравьёв проводил всё время в поездках в глубь земли и переговорах со старейшинами туркмен-иомудов. 19 сентября Муравьёв в сопровождении нескольких проводников, денщика и отрядного переводчика-армянина отправился вдоль Узбоя и Южного чинка Устюрта в Хиву. Во время пути проводники всем встречным показывали Муравьёва как пленного русского офицера. 5 октября Муравьёв со спутниками прибыли на хивинскую границу и тотчас дали знать ханским чиновникам о своём появлении. Посольству было назначено дожидаться приёма в крепости Иль-Гельды. Более месяца Муравьёв был заперт в крепости, не имея никакой возможности подать вести на каспийский берег о своём положении и не получая никаких вестей от Пономарёва. Только 7 ноября туркменские посыльные сумели доставить ему письмо начальника экспедиции, на которое был написан и также тайно отправлен ответ. Утром 16 ноября было, наконец, получено приглашение хана приехать в Хиву, и 17 ноября Муравьёв въехал в пределы одного из самых известных и таинственных городов Средней Азии. В тот же день Муравьёва посетили высшие чиновники ханства — начальник таможен, первый визирь и диван-беги (глава ханского совета). 20 ноября состоялась аудиенция у хана, хану были вручены подарки от Ермолова, которыми тот остался доволен. Переговоры с ханом прошли быстро, разногласия вызвало только обсуждение по каким путям должны двигаться торговые караваны к Каспийскому морю. Хан говорил:

«Хотя справедливо, что Мангышлакская дорога гораздо долее Красноводской, но народ мангышлакский мне предан и подданн, прибрежные же иомуды живущие к Астрабаду по большей части служат Каджарам, и потому караваны мои подвергаться будут опасности быть ими разграбленными; я не могу согласиться на сию перемену»

Муравьёв предложил заключить военный союз и организовать совместную охрану караванов, но хан решил отложить решение этого вопроса до прибытия своего посольства на Кавказ.
21 ноября Муравьёв отправился в обратный путь и 13 декабря прибыл на каспийское побережье. Вслед за ним, 17 декабря прибыло посольство хивинского хана. На следующий день экспедиция с хивинскими и туркменскими посланниками на борту отплыла в Баку и на рассвете 24 декабря корабли бросили якорь на Бакинском рейде; в январе 1820 года Муравьёв и Пономарёв прибыли в Тифлис и представили Ермолову свои отчёты. Путешествие закончилось. За отличное выполнение этого поручения Муравьёв 4 мая 1820 года был произведён в полковники.
По результатам поездки в Хиву Муравьёв в 1822 году в Москве напечатал двухтомные записки о своём путешествии, содержащие ценнейшие материалы политического, географического, экономического, этнографического и военного характера. Во время экспедиции Муравьёв провёл первые в истории научные археологические раскопки в Средней Азии (городище Гюшим-тепе близ Атрека), сделав ряд ценных наблюдений.
С марта 1821 по январь 1822 года вторично совершил экспедицию на восточное побережье Каспийского моря. За эту экспедицию получил 3 сентября 1822 года орден Св. Владимира 3-й степени.

### Первый штурм Карса
По возвращении 11 июня 1822 года назначен командиром 7-го карабинерского, впоследствии 13-го Лейб-гренадерского Эриванского полка. С ним Муравьёв участвовал в Персидской войне, в кампании 1826 года оперируя в глубине Персии, а в кампании 1827 года, будучи помощником начальника штаба Отдельного Кавказского корпуса, принимал участие в осаде и взятии крепости Аббас-Абада и в делах против наследника персидского престола Аббас-Мирзы, в том числе был при занятии крепости Меренда и города Тавриза. За отличие в кампании Муравьёв 2 октября 1827 года получил алмазные знаки к ордену Св. Анны 2-й степени и 15 марта 1828 года был произведён в генерал-майоры.
В Турецкую войну 1828—1829 годов командовал Кавказской гренадерской резервной бригадой. Муравьёв, производя и прикрывая постройку первой параллели под Карсом, невольно отвечая на открытый турками огонь, вовлёк в дело все осаждавшие крепость войска. В результате крепость пала, но ещё во время боя главнокомандующий И. Ф. Паскевич, «изумлённый нечаянностью, не знающий, что предпринять… не умея сам ничего ни придумать, ни приказать», разразился гневом на Муравьёва и возвышенным голосом спрашивал его: «Что это значило? Кто это приказал? С какого повода сие сделалось без приказания моего? Как смели?» Несмотря на такое отношение, Паскевич, остыв, представил Муравьёва на награждение орденом Святого Георгия 4-й степени (№ 4178, 16 ноября 1828), причём в реляции были отмечены в хронологическом порядке все подвиги его под Карсом.
В воздаяние ревностной службы и отличия, оказанного в сражениях противу турок при осаде и взятии крепости Карса 1828 года с 20 на 21 число июня, где, при занятии высот на левом фланге нашего лагеря, быв послан с тремя ротами Эриванского карабинерного полка для вытеснения неприятеля из укреплённых утёсов, исполнил поручение сие с примерным мужеством и хладнокровием, так что турки, державшиеся весьма упорно и производившие более часа непрерывный баталионный огонь, были вытеснены и несколько раз, при новых покушениях завладеть тою высотою, опрокинуты с уроном.

С 22 по 23 число со вверенною бригадою, производя и прикрывая постройку первой параллели и батареи 4-й на правом берегу Карс-чая, несмотря на чрезвычайные трудности и неудобства, успел окончить все работы до рассвета и открыть огонь по неприятельским батареям; а в день приступа, при занятии предместья, быв послан с баталионом Эриванского карабинерного полка, для подкрепления исправляющего должность начальника штаба отдельного Кавказского корпуса, генерал-майора барона Остен-Сакена, во время овладения предместьем Байрам-паша и Карадагом, под сильным картечным огнём с отважностию бросился на неприятеля и овладел батареею из четырёх орудий, которые и обратил противу его бастиона.
После Карса Муравьёв под началом Паскевича участвовал в сражениях под Ахалцихом и последующем взятии этой крепости. Он был в боях при селении Чаборий и взятии там укреплённого турецкого лагеря (за отличие награждён 28 января 1830 года орденом Святой Анны 1-й степени), при селении Каинля, при занятии Эрзерума и Байбурта. За взятие последнего пункта был награждён 21 апреля 1830 года орденом Святого Владимира 2-й степени. За участие во взятии крепости Ахалцих и в других делах был 1 января 1829 года награждён орденом Святого Георгия 3-й степени № 410
В воздаяние отличия, оказаннаго в сражениях против турок при покорении крепости Ахалцыха в 1828 году, начальствуя первою линией пехоты, с отличным благоразумием и распорядительностию вёл оную 5 августа в действие; когда же неприятель атаковал наш правый фланг, то с двумя баталионами Эриванскаго карабинернаго полка мужественно остановил его стремление, отбил от батареи и причинил ему большой урон; 9-го числа, начальствуя войсками в лагере оставшимися, сделал с двумя баталионами весьма полезное движение к неприятельскому лагерю и, соединясь с войсками, посланными для овладения оным, повёл упомянутые баталионы на приступ.
Также за Ахалцих Муравьёву 21 апреля того же года была пожалована золотая шпага с надписью «За храбрость». По окончании турецкой войны Муравьёв из-за несогласий с графом Паскевичем был назначен состоять при генерал-фельдмаршале И. И. Дибиче, но ещё не отправившись в его распоряжение принял участие в экспедиции против джаробелоканских лезгин.

### Отъезд с Кавказа
Несогласия с графом Паскевичем вынудили Муравьёва покинуть Кавказ; он перевёлся как раз к началу усмирения Польского восстания 1831 года на должность командира гренадерской бригады 6-го пехотного (бывшего отдельного Литовского) корпуса, «покрывшей себя неувядаемой славой и особенно отличившейся при штурме Варшавы». 15 апреля 1831 года был произведён в генерал-лейтенанты и 18 октября того же года получил императорскую корону к ордену Св. Анны 1-й степени; 20 сентября назначен начальником 24-й пехотной дивизии. 21 июля 1832 года получил Польский знак отличия за военное достоинство 2-й степени.

## НаБосфоре
В 1832 году Муравьёв был командирован в Александрию к наместнику Египта Мегмет-Али с Высочайшим требованием прекратить военные действия против Турции и помириться с султаном Махмудом II. Эта командировка была вызвана следующими обстоятельствами. В 1833 году Египет, составляя нераздельную часть Турции, управлялся чиновником со званием наместника султана. В 1832 году Мегмет-Али возмутился против своего повелителя и потребовал отделения от Турции Египта с Сирией и некоторыми приморскими городами. Тогда султан обратился за помощью к императору Николаю I.
Николай I, в свою очередь, стремился изменить положения Адрианопольского договора в более выгодную для России сторону и с этой целью послал Муравьёва сначала в Константинополь. Затем Муравьёв приехал в Египет. Мегмет-Али при свидании с Муравьёвым заявил, что беспрекословно исполняет волю Государя, и приказал приостановить немедленно военные действия. Едва Муравьёв уехал из Александрии, как Мегмет-Али возобновил военные действия. Сын Мегмета-Али Ибрагим-паша в битве при Конье 21 декабря 1832 года разбил турецкие войска и взял в плен сераскира Решид-Мегмет-пашу со всем штабом.
Тогда из Крыма отплыла эскадра адмирала Лазарева с 10-тысячным отрядом, которая 8 февраля 1833 года прибыла в Буюк-Дере и поступила под общее начальство Муравьёва, находившегося в Константинополе. Эскадра Лазарева состояла из 4 линейных кораблей и 5 фрегатов, на берег был высажен десант из нескольких казачьих сотен и двух пехотных полков с артиллерией. Однако это не отрезвило Ибрагима-пашу, который поспешил захватить Смирну. Тогда к Муравьёву были посланы подкрепления. Вскоре туда прибыл чрезвычайный посол и главнокомандующий сухопутными и морскими силами граф А. Ф. Орлов, после чего Муравьёв остался командующим сухопутным отрядом русских и турецких войск, расположившихся биваком на Босфоре в окрестностях Бейкоса. Все дипломатические дела проводил Орлов, встретившийся с Ибрагимом и убедивший последнего увести свои войска за Тавр, Ибрагим-паша подписал с Махмудом II мир. Русские войска простояли на Босфоре до 16 июня, когда после подписания между султаном и Орловым Ункиар-Искелесийского договора, отплыли на родину.

## Отставка и возвращение на службу
В том же году, 1 июля, Муравьёв был пожалован в генерал-адъютанты, 3 апреля 1834 года назначен исполняющим обязанности начальника штаба 1-й армии (30 июня 1835 года был пожалован орденом Белого орла), а 9 июля 1835 года — командиром 5-го армейского корпуса. Командовал корпусом Муравьёв два года и вышел в отставку после выраженного ему государем неудовольствия за смотр. Многие полагают, что якобы государь отнёсся строго к Муравьёву, помня, как был им побеждён на Красносельских манёврах 1835 года.
Ещё в 1834 году Муравьёв составил записку «О причинах побегов и средствах к исправлению недостатков армии». Цель и содержание записки Муравьёв объясняет в своём дневнике: «…я составил записку, в коей изложил горестное состояние, в коем находятся войска в нравственном отношении. В записке сей были показаны причины упадка духа в армии, побегов, слабости людей, заключающиеся большею частью в непомерных требованиях начальства в частых смотрах, поспешности, с коею старались образовать молодых солдат, и, наконец, в равнодушии ближайших начальников к благосостоянию людей, им вверенных. Тут же излагал я мнение своё о мерах, которые бы считал нужными для поправления сего дела, погубляющего войска год от году. Я предлагал не делать смотров, коими войска не образуются, не переменять часто начальников, не переводить (как ныне делается) людей ежечасно из одной части в другую и дать войскам несколько покоя». Записка заключала несомненно много ценных указаний, и даже император Николай I, сделавший на полях её массу отметок, объяснений и замечаний на разные пункты, неоднократно начертал «справедливо».
17 апреля 1848 года Муравьёв был принят вновь на службу с назначением состоять по запасным войскам и 18 апреля прикомандирован к генералу от инфантерии В. И. Тимофееву главным начальником запасных батальонов 3-го, 4-го и 5-го пехотных корпусов, затем с 13 сентября назначен членом Военного совета и, наконец, с 20 декабря командовал Гренадерским корпусом, с которым выступил к границам Венгрии. 31 мая 1850 года был удостоен ордена Святого Александра Невского. Муравьёв постепенно вновь приобретал доверие государя, и 6 декабря 1853 года был произведён в генералы от инфантерии, а 29 ноября 1854 года вторично пожалован генерал-адъютантом с назначением наместником Кавказским и командиром Отдельного Кавказского корпуса. Ему предстояло руководить войсками на Кавказском театре Крымской войны.

## Опять на Кавказе. Второй штурм Карса
С назначением Муравьёва «неумолкаемому хабару» (кавказское местное выражение, означающее слово «новость»), догадкам и хитросплетениям не было границ. Одни считали его нелюдимым, каким-то пугалом, чуть не людоедом; другие — человеком с закалённым сердцем, лишённым всяких добрых чувств, а иные — просто устарелым, грубым, не обладающим современными взглядами, необходимыми для высшей административной деятельности, хотя не чуждым высшего образования.

### Письмо Ермолову
В январе 1855 года Муравьёв прибыл на Кавказскую линию, откуда из Грозной написал А. П. Ермолову письмо, признанное им самим впоследствии нетактичностью; в нём он нелестно отозвался о порядках в армии:

«В углу двора обширного и пышного дворца, в коем сегодня ночую, стоит уединённая, скромная землянка ваша, как укоризна нынешнему времени. Из землянки вашей при малых средствах исходила сила, положившая основание крепости Грозной, покорению Чечни. Ныне средства утроились, а всё мало да мало. Деятельность вашего времени заменилась бездействием; тратящаяся ныне огромная казна не могла заменить бескорыстного усердия, внушённого вами подчинённым вашим для достижения предназначаемой вами цели. Казна сия обратила грозные крепости ваши в города, куда роскошь и довольства жизни привлекли людей посторонних. Всё переменилось, обстроилось; с настойчивостью и убеждением в правоте своей требуют войск для защиты; войска обратились в горожан, и простота землянки вашей не поражает ослабевших воинов Кавказа, от коих дух хотя и не исчез, но силы стали немощны. Таковое состояние дел, конечно, подало повод и к частным злоупотреблениям начальников. Хотя солдата не грабят, но пользуются трудами его как работою тяглового крестьянина, состояние, которое солдат предпочитает строевой службе. Посудите, какое моё положение. Исправить в короткое время беспорядки, вкоренившиеся многими годами беспечного управления, а в последнее время и совершенным отсутствием всякой власти и управления, — труд великий, поздних последствий которого я не увижу и который доставит мне только нарекание всего населения. Но вы, зная меня, убедитесь, что это меня не останавливает: если не достигну конца, то дам направление сему великому делу, поглощающему силы и кару России. В землянку вашу послал бы их учиться; но академия эта свыше их понятий. Не скажу, чтобы здесь не было покорности; напротив того, здесь все покорны; но покорность эта не приводит их к изучению своих обязанностей, а только к исполнению того, что прикажут. Надобно пока и этим довольствоваться с надеждою на время, которое выкажет сотрудников, ибо дарований здесь встречается более, чем в России, но всё погрязло в лени и усыплении. От многих слышал я справедливые суждения, что ваша Грозная крепость служила основанием покорения Чечни…».

Это письмо огорчило Ермолова, а всё военное сословие на Кавказе глубоко оскорбилось и начало выражать громкий протест. Вскоре на это письмо появился ответ молодого офицера, князя Д. И. Святополк-Мирского, быстро распространившийся среди публики:

«Неужели мы, кавказские служивые, должны безропотно покоряться этому приговору и со стыдом преклонять пред ним голову. Нет, наша совесть слишком чиста для такого унижения. Не стали немощными и бессильными те войска, которые победили многочисленных врагов под Баш-Кадыкларом, Курюк-Дара и на Чолоке. Мы не обманывали Россию в течение четверти века; она смело может гордиться нами и сказать, что нет армии на свете, которая переносила бы столько трудов и лишений, сколько Кавказская. Нет армии, в которой бы чувство самоотвержения было бы более развито. Здесь каждый фронтовой офицер, каждый солдат убеждён, что не сегодня, то завтра, не завтра, так послезавтра он будет убит или изувечен. А много ли в России кавказских ветеранов? Их там нет почти, кости их разбросаны по всему Кавказу. Письмо, написанное новым главнокомандующим в крепости Грозной и распространённое по Кавказу и России, изумило нас и огорчило; но недолго будет наше уныние. Наше чувство чуждо подлого унижения; мы покорны, но покорны царской воле и закону, но не бранному слову. Мы поднимаем брошенную нам перчатку пред судом России и потомства. Пусть нами руководят мудрые начертания; пусть гениальная рука укажет путь — мы готовы на всё, что возможно человеку, на всякие жертвы и лишения. Сколько бы ни было жертв и страданий частных, во всяком случае, это исполинское соревнование поведёт ко благу и славе нашего отечества. Нам остаётся вознести ко Всевышнему усердные молитвы, дабы потомство сказало, что вождь был достоин армии, а армия достойна вождя».

Оба этих письма были впоследствии опубликованы И. А. Пузыревским в «Русской старине» (1872 г., т. IV, с. 542—546).
Муравьёв отнёсся снисходительно к поступку молодого офицера, и князь Мирский был переведён «по собственному желанию» в Крым.

### В Тифлисе
Муравьёв приехал в Тифлис 1 марта. Приезд его произвёл общее смущение, однако не столько видом и толками, сколько известием о кончине императора Николая I, печальным вестником коего явился сам Муравьёв, узнавший о том от фельдъегеря незадолго до въезда в Тифлис. На первом приёме Муравьёв произвёл на представлявшихся приятное впечатление своими остроумными разговорами и замечаниями, но вскоре не сошёлся со своим начальником штаба князем А. И. Барятинским, покинувшим Кавказ под предлогом болезни. Вступив в командование корпусом, Муравьёв отдал приказ, в котором самым лестным образом отзывался о войсках, на подвиги коих «более полвека с гордостью и изумлением Россия внимает», и призывал их стать полными «рвения и готовности за святое дело» в наступившую для России годину испытаний.

### Под Карсом
В начале июня 1855 года русская армия двинулась к Карсу. В составе отряда для действий против крепости было всего 21 200 пехоты, 3000 регулярной кавалерии и столько же казаков, 400 грузинской и армянской милиции, артиллерийский парк состоял из 88 орудий (в основной массе лёгких). Гарнизон Карса состоял, по разным оценкам от 19 до 33 тысяч человек под командованием Вассифа-паши, там же была группа британских военных советников во главе с полковником Уильямсом. Близ Баязета находилось около 12 тысяч человек под начальством Вели-паши, в Эрзеруме 11—12 тысяч человек.
На военном совете всех генералов отряда было принято решение не штурмовать крепость с ходу, а начать систематическую осаду подступов и полностью перекрыть пути сообщения с Эрзерумом. Инициаторами этого решения выступили В. О. Бебутов и Я. П. Бакланов. Периметр осады составил 50 вёрст, но сам характер местности не позволял прикрыть все возможные пути в Карс. В труднодоступных местах были расположены наблюдательные казачьи посты. Уже в самом начале осады 18 августа Баклановым был разгромлен сильный отряд турецких фуражиров. 20 августа отрядом графа Нирода был разбит ещё один фуражирский отряд. Наконец 22 августа была пресечена попытка гарнизона прорвать блокаду.
В конце августа из Эрезерума было отправлено подкрепление карсскому гарнизону под командованием Али-паши, общим числом 2500 конницы и несколько сотен пехоты. Муравьёв оперативно выслал навстречу туркам отряд генерала Ковалевского в составе 7 батальонов пехоты, 1800 кавалерии и 20 орудий. 31 августа у селения Пеняк Ковалевский встретил Али-пашу, причём из Карса к Пеняку сумел прорваться небольшой турецкий отряд, также принявший участие в бою. Турки потерпели поражение, сам Али-паша попал в плен.
Полная осада Карса русскими войсками завершилась к концу августа. В начале сентября между Муравьёвым и Баклановым начались серьёзные разногласия. Муравьёв был настроен начинать штурм крепости, а Бакланов был категорически против, утверждая что разведка крепостных укреплений проведена неудовлетворительно, что в имеющихся картах есть многочисленные ошибки и неточности. На этом основании Бакланов утверждал, что при штурме русские войска понесут неоправданно высокие потери при полной неопределённости исхода сражения. Однако Муравьёва переубедить не удалось. Штурм был назначен на раннее утро 17 сентября. Накануне выяснилось, что турки откуда-то узнали о русских планах и готовы отразить штурм. Бакланов сделал последнюю попытку переубедить Муравьёва, но тот был непреклонен.
Штурмующие колонны были встречены сильнейшим артиллерийским огнём, тем не менее генералам Базину и Бакланову удалось один за другим взять три редута, им оставалось взять лишь форт Вели-Табия. Оба генерала тщетно просили у Муравьёва подкреплений, но тот выл вынужден бросить весь резерв на выручку колонны генерала Майделя, гибнущей под фортом Шорах. Севернее Шораха, у Чахмахских укреплений, огромные потери понесла колонна генерала Ковалевского, сам Ковалевский был убит. Муравьёв был вынужден скомандовать общее отступление. По официальным данным потери убитыми и ранеными среди русских войск составили 4 генерала (1 убит), 250 офицеров (74 убито) и более 7000 нижних чинов (убито около 2300 человек). Потери обороняющихся исчисляются в 1400 человек убитыми и ранеными.
На следующий день после неудачного штурма на военном совете было принято предложение Бакланова брать Карс измором. Несмотря на крайне уязвлённое самолюбие, Муравьёв примирился с Баклановым, хотя нрав у обоих был весьма тяжёлым и неуживчивым, да и сам Бакланов никак не мог заставить себя соблюдать субординацию. К чести Муравьёва, он не пал духом и твёрдой рукой продолжал руководить осадным корпусом.
Из грузинских, армянских и азербайджанских добровольцев был организован большой партизанский отряд под командованием М. Т. Лорис-Меликова, действующий на дальних коммуникациях турок и пресекающий попытки доставить продовольствие осаждённым. В крепости начался голод, жители разбегались по окрестностям, началось дезертирство. Русские войска не препятствовали выходу из крепости безоружных, но жёстко пресекали любые попытки обратного проникновения. 13 ноября Н. Н. Муравьёв вручил У. Уильямсу условия капитуляции, 16 ноября 1855 года карсский командующий Вассиф-паша и его гарнизон капитулировали и сдали крепость.
Муравьёв был 4 декабря 1855 года награждён орденом Святого Георгия 2-й степени № 97 
За взятие крепости Карса 16 ноября 1855 г.
 и удостоен почётной приставки к фамилии «Карсский».
22 июля 1856 года Муравьёв был уволен от занимаемой должности с назначением членом Государственного совета. 9 декабря 1858 года Муравьёв был назначен председателем Генерального военного суда над лицами, виновными в беспорядках и злоупотреблениях по снабжению войск бывших Крымской и Южной армий предметами довольствия. 9 июня 1859 года Муравьёв был уволен в бессрочный отпуск с сохранением содержания «до излечения болезни».

### Оценка кавказской деятельности
Короткое наместничество Муравьёва, несмотря на значительный ум этого человека, не оставило заметных следов в истории гражданского управления Кавказом: ни одного сколько-нибудь существенного закона или значительного преобразования за его время проведено не было. Это объясняется отчасти тем, что отвлечённый военными действиями и разъездами по краю, Муравьёв провёл в Тифлисе всего около 6 месяцев, отчасти неблагосклонностью к нему молодого государя Александра II, которую Муравьёв чувствовал, с горечью отклоняя все надвигавшиеся проекты «до лучших дней». Неосторожное распоряжение, сделанное им в покорённой Чечне, доставившее, по замечанию императора, «истинное удовольствие Шамилю», вынудило к увольнению Муравьёва от должности. Этому предположению, высказанному в труде «Утверждение Русского владычества на Кавказе», нельзя не верить; военно-исторический отдел при штабе Кавказского военного округа, руководимый таким авторитетом, как покойный В. А. Потто, ревнивый к прошлому, вряд ли допустил ошибку; другой авторитет А. Л. Зиссерман тоже говорит, что Муравьёв «не думал проситься об увольнении», между тем Д. И. Романовский, а также П. Брянчанинов, личный адъютант Муравьёва, свидетельствуют, что Муравьёв просил об увольнении. Вопрос этот спорный, и его не разъясняет рескрипт, хотя нельзя не видеть, что в нём отдаётся справедливость «воинским доблестям», а по званию наместника — лишь «неутомимому усердию». Прощаясь с войсками, Муравьёв в приказе выражается, что в них «всегда признавал одно из лучших украшений и надежд возлюбленного отечества». Конечно, совершенно справедливо изменил Муравьёв свой взгляд на кавказские войска и несомненно пожалел о письме Ермолову, посланном при первоначальном объезде края.

## Награды
Российские:
- Орден Святой Анны 3-й степени (1812)
- Орден Святого Владимира 4-й степени с бантом (1813)
- Орден Святой Анны 2-й степени (28 мая 1814)
- Золотая шпага с надписью «За храбрость» (1814)
- Орден Святого Владимира 3-й степени (3 сентября 1822)
- Алмазные знаки к ордену Святой Анны 2-й степени (1827)
- Орден Святого Георгия 4-й степени (16 ноября 1828)
- Орден Святого Георгия 3-й степени (1 января 1829)
- Золотая шпага с надписью «За храбрость», украшенная алмазами (21 апреля 1829)
- Орден Святой Анны 1-й степени (28 января 1830)
- Орден Святого Владимира 2-й степени (21 апреля 1830)
- Императорская корона к ордену Святой Анны 1-й степени (1831)
- Польский знак отличия за военное достоинство 2-й степени (1832)
- Орден Белого орла (30 июня 1835)
- Орден Святого Александра Невского (31 мая 1850)
- Орден Святого Георгия 2-й степени (4 декабря 1855)
- Алмазные знаки к ордену Святого Александра Невского (1863)
- Орден Андрея Первозванного (1865)

Иностранные:
- Австрийский орден Леопольда, рыцарский крест (1814)
- Персидский Орден Льва и Солнца 2-й степени (1817)
- Турецкая золотая медаль с алмазами (1833)
- Портрет турецкого султана Махмуда II, украшенный алмазами (1833)
- Портрет персидского шаха Насреддина, украшенный бриллиантами, на голубой ленте (1855)

## В отставке
Последние годы своей жизни Муравьёв проживал большею частью в имении Скорняково (Архангельское) Задонского уезда Воронежской губернии (сейчас Липецкая область), причём в 1861 году получил звание второго шефа Самогитского гренадерского полка и зачислен в списки 13-го Лейб-гренадерского Эриванского полка. Посвящая много забот своему имению, он, между прочим, в 1866 году энергичными мерами приостановил распространение холеры. В том же году, 23 октября, он скончался и погребён у восточной стороны Владимирского собора Задонского Богородицкого монастыря, причём похороны, согласно завещанию, отличались необыкновенной скромностью.
По словам врача Европеуса, «во многом подражая Суворову, покойный Николай Николаевич вёл жизнь регулярную, простую, избегая всякой роскоши, к чему приучал и дочерей своих. Спал он обыкновенно в своём кабинете на соломенном тюфяке и таковой же точно подушке, накрываясь шинелью. Вставая довольно рано, он к восьми часам выходил к утреннему чаю в такой же шинели в накидку; так принимал и у себя в кабинете не только своих адъютантов, но и штаб-офицеров, являвшихся к нему по службе. Стол его был русский: сытный и несложный; к обеду подавали, и то не всегда, по бутылке белого и красного вина, но сам Николай Николаевич почти ничего не пил, утоляя жажду простым квасом. К его прибору ставили обыкновенно большой деревянный жбан и при нём ковш. Хотя Николай Николаевич любил нашу русскую баню, был страстный охотник попариться, но нежиться или наслаждаться этим не любил, вообще умея переносить жесточайший холод. В самые трескучие морозы он прогуливался в одном сюртуке за городскую заставу в казармы, и следовавшему за ним офицеру, не имевшему не только фланелевой фуфайки, но, может быть, даже и жилетки, приходилось порядком зябнуть. Муравьёв не любил изнеженных маменькиных сынков и, замечая на ком-либо из офицеров шинель с бобровым воротником, делал замечания, что-де такая шинель — роскошь для солдата, что сам шинели с бобровыми воротниками никогда не нашивал. С каждым являвшимся к нему офицером он долго разговаривал, зондируя его со всех сторон, измеряя степень его знаний, способностей и в то же время расспрашивая испытуемого о его родстве и связях».
Муравьёв был несомненно человек способный, суровый только по наружному виду, а в сущности не злой, но характера мнительного, недоверчивого, своеобразного и невыносимо тяжёлого, отчего во время его управления Кавказом произошёл большой застой в делах. Обращался он со всеми без раздражения и без изысканных тонкостей, просто, иногда не без острот и поступал порой оригинально. Так, будучи недоволен комендантом и полицеймейстером Тифлиса, он первому назначил прибыть к 9 часам утра на гауптвахту, куда обещал приехать, но лишь в 10 часов вечера дал знать, что не будет, заставив просидеть напрасно полдня, а второго принял в бане, где парился, откуда полицмейстер вышел мокрым. Твёрдой воли и строгий к самому себе, Муравьёв был столь же строг и к подчинённым. Считая, что ревностное исполнение служебного долга не является чем-либо особенным, он был скуп на награды, почему его отличия сделались лучшей рекомендацией. Прямолинейность и резкость характера создали ему множество врагов. Муравьёв не любил безделья и когда утомлялся, то, в виде отдыха, учил дочерей вести счёты по домашнему хозяйству и по имению.

## Семья
Был дважды женат:
1. жена с 22 апреля 1827 года Софья Фёдоровна Ахвердова (1810—1830), дочь от первого брака генерал-майора Фёдора Исаевича Ахвердова (1774—1820), падчерица Прасковьи Николаевны Ахвердовой, урождённой Арсеньевой (1786—1851) (она приходилась тётей М. Ю. Лермонтову), в доме которой воспитывалась княжна Нина Чавчавадзе. До замужества Софьей Фёдоровной увлекался А. С. Грибоедов и некоторое время считался соперником Муравьёва. Она славилась ловкостью, ездила верхом как лихой наездник Кавказа и была прекрасна лицом[5]. Умерла во время родов второго ребёнка. Дети от первого брака:
  - Наталья Николаевна (1828—1851), жена генерал-майора Н. С. Корсакова.
2. жена с 26 августа 1834 года графиня Наталья Григорьевна Чернышёва (01.10.1806[6]—1888), дочь графа Г. И. Чернышёва (1762—1831) и Е. П. Квашниной-Самариной (1773—1828), крестница графини А. И. Орловой. Получила прекрасное домашнее образование, внешне была похожа на свою бабушку А. П. Самарину и отличалась стройностью талии. В браке родились:
  - Антонина Николаевна (1835—после 1895), с 1861 года жена камергера Н. А. Бакунина.
  - Александра Николаевна (1837— ?), в 1-м браке замужем за М. П. Демидовым (1825—1869), во 2-м браке за А. П. Соколовым.
  - Никита Николаевич (1838—1839)
  - Софья Николаевна (1840—1883), жена егермейстера Г. А. Черткова (1832—1900); у них сын Григорий.

## Сочинения
- Война за Кавказом в 1855 году. Т. 1—2. СПб., 1876.
- Турция и Египет в 1832 и 1833 годах. Ч. 1—4. М., 1870—1874.
- Путешествие в Туркмению и Хиву в 1819 и 1820 годах. Ч. 1—2. М., 1822.
- Русские на Босфоре. М., 1869.

## Память
- Улица Муравьёва в Липецке.
- Памятник в Саках как основателю военного санатория.
- Увековечено имя в виде медальона с изображением барельефа на постаменте памятника в Гюмри (Армения, на Холме Чести).